# Батай-мурза Окоцкий
Батай-мурза Окоцкий (Ауховский), фамилия по отцу: Шихмурзин, Шихмурзиев (род. ок. XVI века, Старые Окохи, Окоцкая земля — ум. ок. XVII века, Старые Окохи, Окоцкая земля) — чеченский владетель, сын известного владетеля Шихмурзы Окоцкого. Выходец из чеченского села Старый Окох (Ширча-Овх; чечен. Ширча-Ӏовх/Ширча-Аух) ныне Калининаул Казбековского района Дагестана. В исторических документах упоминается как чеченский феодал.

## Биография
В 1588 году возглавлял первое чеченское посольство в Москву.
В 1588 году ноября позднее 16 Батай-мурза Окоцкий был принят в Москве царем Руси Федором Ивановичем приехал Батай в сопровождении пяти терских окочан.
В 1605 году Батай посетил Москву с дипломатической миссией там же, занимался и торговыми операциями и закупил 15 комплектов боевого снаряжения. Для того времени эти дорогие товары требовали не малых
затрат.
Когда Батай-мурза нарушил присягу, данную российскому царю, он вынужден был бежать из Терского города в землю ауховцев в Окох, после чего все его имущество, перехваченное было передано жителям города и казакам.
Весной 1616 г. Батай-Мурза вновь принес присягу и был принят в русское подданство, но и в последующие годы оставался в Окоцкой земле. Ококи Терского города по-прежнему играли видную роль в поддержании связей России и горских народов Северного Кавказа. В 1614— 1621 гг. служилые ококи неоднократно бывали в Москве, привозили «от всех окоцких жилецких людей» разнообразные челобитные. Посылались ококи также «во все горские землицы» прилегающих к Теркам районов с различными поручениями.
В 1616 году терские стрельцы и казаки пошли против Султан-Махмуда, который укрывался в Окоцких «кабаках. Также в источниках есть данные, о том, что в 1617 году эндерейский князь Салтан-Магомет во время ссоры с тарковским князем из Эндирея пошел в крепость в Старые Окохи (Аух).

### Семья
Имел несколько жён одну из которых звали Алтын одна из жён), известно имя одного сына Албирь-мурза Батаев (Албури), в источнике упоминаются два сына и две дочери от первой жены, сколько детей имел от остальных жён не уточняется.Отцом Батай-Мурзы был известный владетель Шихмурза Окоцкий сын Ушармы.

### Комментарии
1. ↑  Батай успел даже увести двух сыновей да 2 дочерей «от первой жены», которыми, видимо, дорожил более прочих.[2]
2. ↑  Батай успел даже увести двух сыновей да 2 дочерей «от первой жены», которыми, видимо, дорожил более прочих.[2]
3. ↑  Батай успел даже увести двух сыновей да 2 дочерей «от первой жены», которыми, видимо, дорожил более прочих.[2]
4. ↑  Батай успел даже увести двух сыновей да 2 дочерей «от первой жены», которыми, видимо, дорожил более прочих.[2]